# ザ・フラトン・ホテル・シンガポール

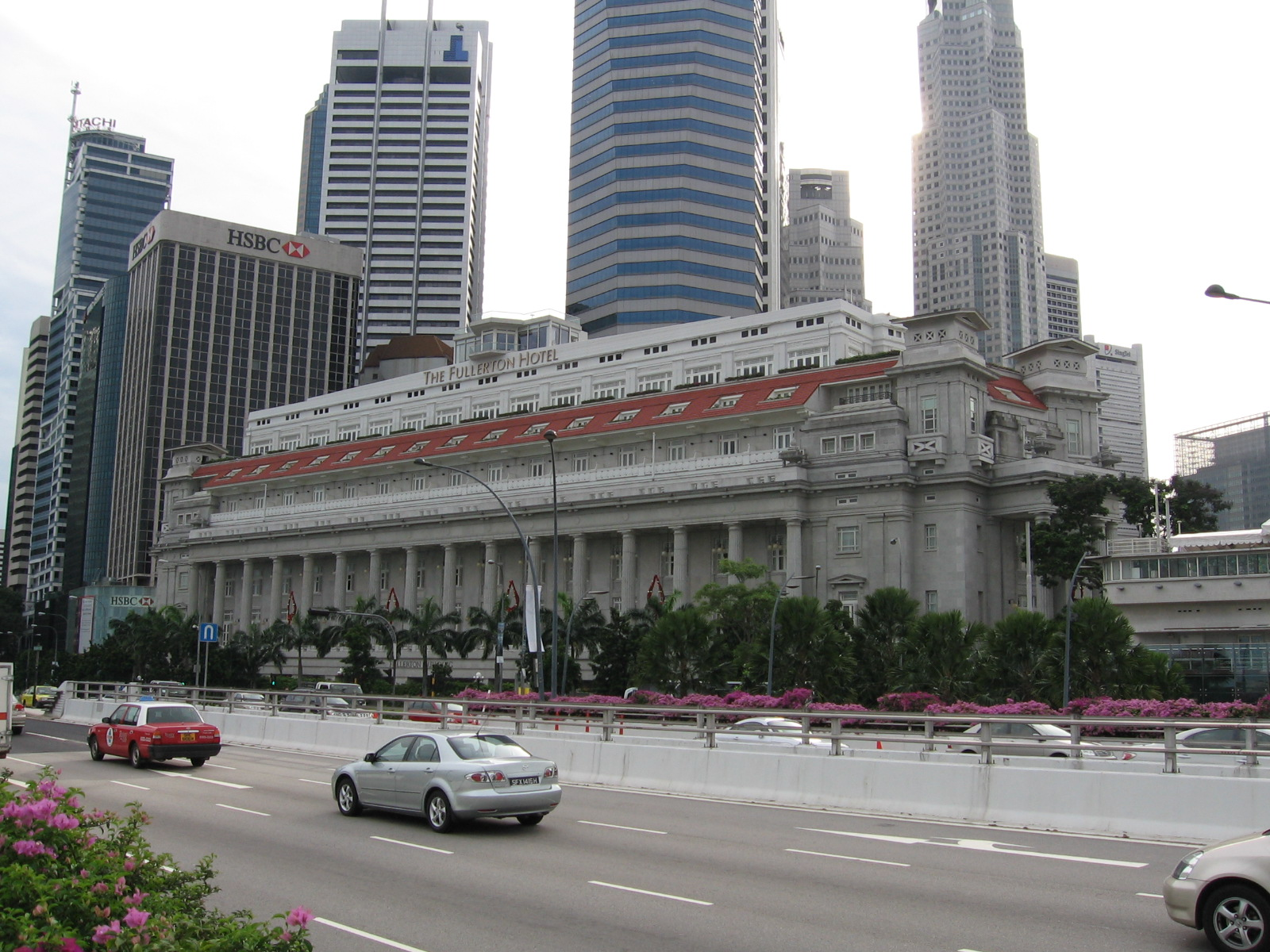
ザ・フラトン・ホテル・シンガポール

ザ・フラトン・ホテル・シンガポール(The Fullerton Hotel Singapore)は、2001年1月1日に開業したシンガポールの高級ホテルである。
近く一帯はフラトンヘリテージの所有地であり、敷地内には姉妹ホテル、ザ・フラトンベイホテル・シンガポール、ワン・フラトン、ウォーターボートハウスなどがあり、シンガポールのシンボルマーライオンがあるマーライオン公園もフラトンヘリテージの所有地内にある。
「ザ・フラトン・ヘリテージ」は食事とおもてなしの入り組んだ再開発地区であり、「ザ・フラトン・ホテル・シンガポール」、「ザ・フラトン・ウォーターボート・ハウス」、「ワン・フラトン」、「クリフォード・ピア」、「カスタムズ・ハウス」、「ザ・フラトン・ベイ・ホテル・シンガポール」で構成される。

## 歴史
ザ・フラトン・ホテル・シンガポールの建物は初代海峡植民地総督であるロバート・フラトンに因んでフラトンビルディングと名付けられ、1928年6月27日に完成した。フラトンビルは上海にあった建築会社キース&ドウズウェルにより設計され、当時としては大規模な建築とドーリア式の円柱などに特徴のあるパラディアン様式の建物として、シンガポールの代表的な存在となり、中央郵便局やいくつかの政府機関などが入居した。
第二次世界大戦時における日本軍侵攻時(シンガポールの戦いを参照)に、当時の総督シェントン・トーマスがマレー駐在イギリス軍司令官中将アーサー・パーシバルと降伏について話し合った建物として、シンガポールの歴史にその名を残している。
フラトンビルは1996年まで中央郵便局として使われたが、再開発によりホテルとして甦った。当時の名残として、ロビーに郵便ポストや以前の写真などが展示してある。改装費用は約240億円。

## 特徴

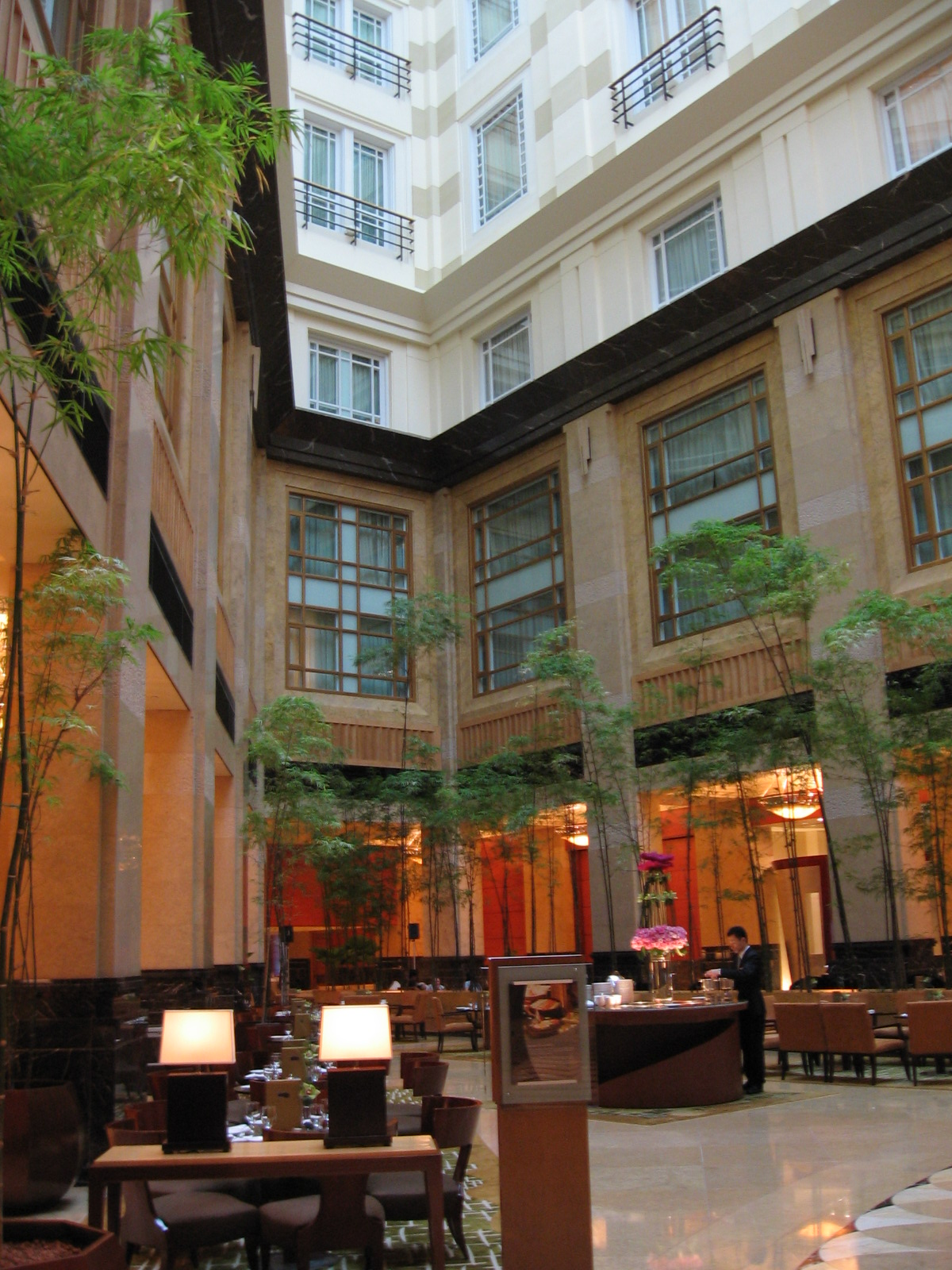
ハイティーで利用されるコートヤード。上層階にある窓はコートヤードルームの窓

中央郵便局を改装したホテルであるため、同じグレードの客室でも広さと天井の高さに違いが見られる。ただ、一番狭い客室でも約42平方メートルで比較的広く、高級感がある。
バスルームはフィリップ・スタルクのデザインで、シャワーブースが独立している。
プリファード・ホテル・グループに加盟している。経営は香港企業の信和集団傘下の信和置業で、信和集団はザ・フラトン・ホテル・シンガポールの他にシンガポールで5つ、香港で5つのホテルを経営している(下記の外部リンクにある信和集団のホテル部門の日本語公式サイトには記載されていないが、ザ・フラトン・ホテル・シンガポール以外のシンガポールにある5つのホテルとコンラッド香港も経営している)。
400室。
・信和集団ホテル部門がザ・フラトン・ホテル・シンガポールの他にシンガポールで経営しているホテル…アルバート・コート、チャンギ・ビレッジ、エリザベス、ゴールデン・ランドマーク、オーチャード・パレード

## 施設
- タウンレストラン(Town Restaurant)　日本料理、イタリア料理、環太平洋料理
- コートヤード(The Courtyard)　カフェ、アフタヌーンティー、ロビーラウンジ
- ポストバー(Post Bar)　バー
- ジェイド／玉樓(Jade)　中華料理
- ザ・ライトハウス(The Lighthouse)　イタリア料理
- フラトンショップ、フラトンケーキショップ(Fullerton Shop & Cake Shop)　ショップ
- スパ・アルティザン(Spa Artisan)　スパ
- プール　屋外に1か所

など

## 風景
コートヤードルームの窓はホテル外部に面していないため、窓からの風景はホテルのロビーの吹き抜けを眺める状態となる。東側はマリーナ・ベイ・サンズなどマリーナエリアを臨める。上階のプールはボートキー方面のシンガポール川を見下ろせる。

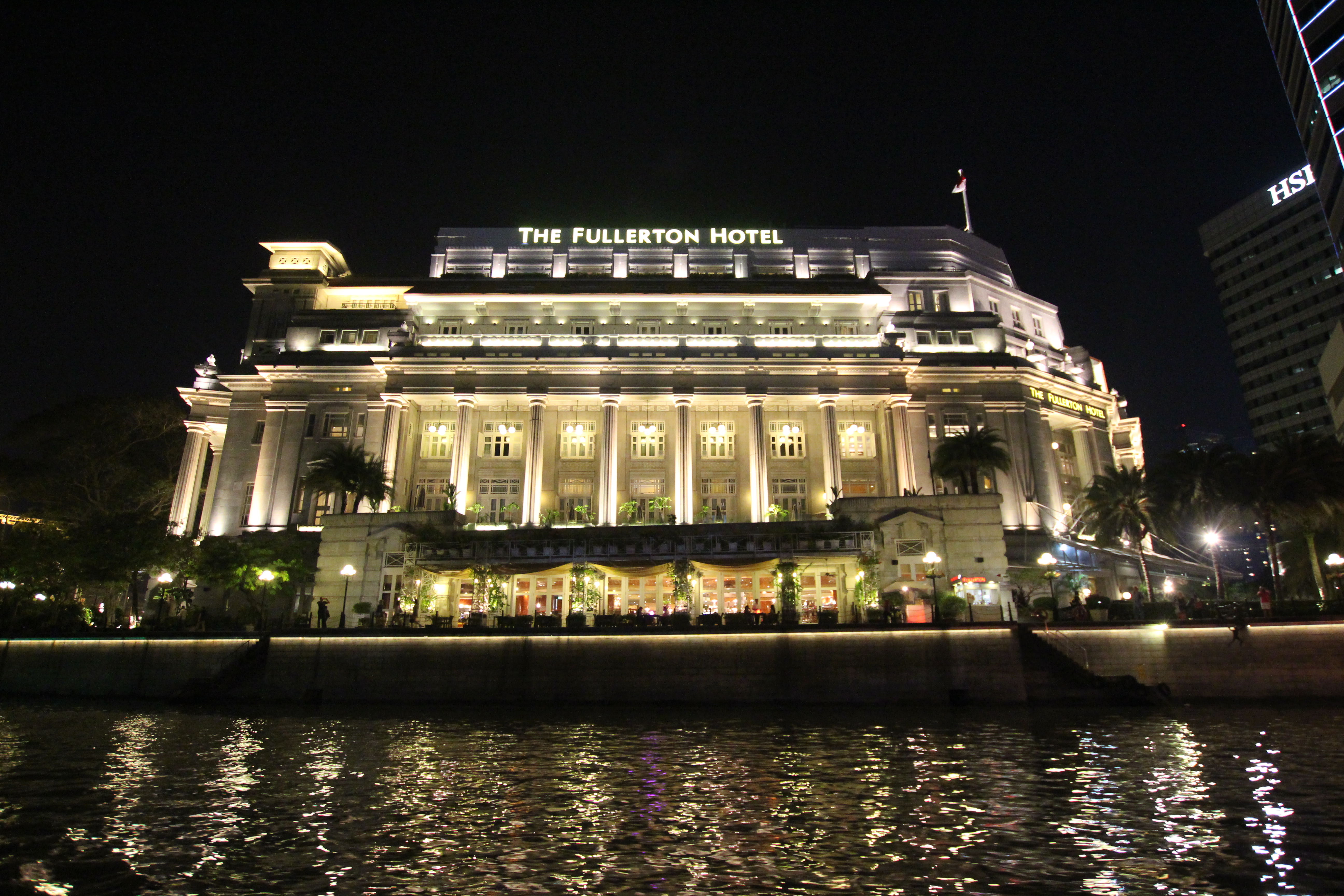
美しくライトアップされるフラトンホテル夜景